# Austromenopon haematopi
Austromenopon haematopi är en insektsart som beskrevs av Günter Timmermann 1954. Austromenopon haematopi ingår i släktet Austromenopon och familjen spolätare. Inga underarter finns listade i Catalogue of Life.